# Jessica Kiang
Jessica Kiang (geboren in Dublin) ist eine irische Essayistin, Filmkritikerin und Programmgestalterin von Filmfesten. Sie wurde im August 2024 zum Mitglied des Auswahlkomitees für die Berlinale 2025 ernannt.

## Leben und Karriere
Jessica Kiang stammt aus Dublin und studierte an der University of East Anglia und an der UC Santa Barbara. Nach eigenen Angaben wurde sie durch einen Zufall Filmkritikerin. Am Anfang ihres Berufslebens arbeitete sie als Werbetexterin. Filme anzusehen war für sie lediglich ein Hobby. Nachdem sie ihre Arbeit in der Werbung aufgegeben hatte, begann sie, sporadisch über Filme zu schreiben, bis sie es zu ihrem Beruf machte. Durch ihre Arbeit für Variety wurde sie bekannt und veröffentlichte infolgedessen auch für andere Zeitungen und Zeitschriften wie beispielsweise The New York Times, The Los Angeles Times, The Washington Post, Film Comment und Rolling Stone. Ihre Kritiken sind unter anderem auch auf filmcomment.com, criteria.com, variety.com, mubi.com sowie auf der Website des British Film Institute zu finden.
Ihre erste Einladung zu einem internationalen Filmfest erhielt sie als durch ihre Arbeit als Filmkritikerin von The Playlist zum Internationalen Filmfestival von Marrakesch. Später war sie mehrfach Jurymitglied bei unterschiedlichen, internationalen Filmfesten in Cannes, Berlin, Venedig, Locarno, Karlovy Vary, Toronto, Sundance und Busan. Außerdem diente sie bereits zweimal beim Melbourne Filmfestival Critic’s Campus als Mentorin.
2022 wurde Jessica Kiang Mitgründerin des ersten internationalen Filmfestivals von Belfast, für das sie in diesem und im folgenden Jahr die Filmauswahl traf. Dabei bemühte sie sich, wie sie selbst sagte, in ihrer Auswahl der Filme eine möglichst große Diversität zu erzielen und auch kleinere Filmproduktionen zu unterstützen.
Für die Berlinale 2025 bildet sie zusammen mit Jacqueline Nsiah, Elad Samorzik und Mathilde Henrot seit September 2024 das Komitee, das über die Wahl der am Festival teilnehmenden Filme in den Sektionen Wettbewerb, Berlinale Special und Perspectives entscheidet.
Jessica Kiang lebt in Berlin (Stand Oktober 2024).